# Liste d'élections en 1973
Chronologie des élections
- 1969
- 1970
- 1971
- 1972
- 1973
- 1974
- 1975
- 1976
- 1977

Cette liste recense les élections organisées durant l'année 1973. Elle inclut les élections législatives et présidentielles nationales dans les États souverains, ainsi que les principaux référendums..
Parmi les États démocratiques qui organisent des élections en 1973, quatre connaissent une alternance politique. En Irlande (février), le parti de centre-droit Fianna Fáil, au pouvoir depuis seize ans, est battu aux législatives par son vieux rival de centre-droit Fine Gael, allié au Parti travailliste. Liam Cosgrave devient premier ministre. En Norvège, les travaillistes retrouvent le pouvoir à l'issue des élections législatives de septembre, succédant à un gouvernement de coalition centriste. Au Danemark, à l'inverse, les sociaux-démocrates perdent le pouvoir lors des élections législatives en décembre ; le parti Venstre, libéral, forme un gouvernement minoritaire dirigé par le nouveau premier ministre Poul Hartling. Au Venezuela enfin, la gauche, déjà majoritaire au Congrès, remporte l'élection présidentielle en décembre, en la personne de Carlos Andrés Pérez.
En Argentine, les élections législatives et présidentielle en mars marquent un retour temporaire à la démocratie, après six années de dictature militaire. Elles sont remportées par le péroniste Héctor Cámpora, qui démissionne rapidement au profit de Juan Perón lui-même.
Parmi les États non-démocratiques, onze organisent en 1973 des élections à parti unique, où aucune réelle candidature d'opposition n'est possible. Dans les deux États marxistes-léninistes où se tiennent des scrutins cette année, le parti et les organisations de masse qui lui sont liées conservent automatiquement tous les sièges au parlement : c'est le cas en Mongolie et en république populaire du Congo, tous deux en juin. Des scrutins de façade et sans opposition se déroulent dans quatre autres États africains, où les partis uniques correspondent à des idéologies diverses : au Sénégal (janvier ; gauche), au Gabon (février ; droite), au Cameroun (mai ; droite), et en Zambie (décembre ; gauche). En Haïti, seuls les partisans du dictateur Jean-Claude Duvalier peuvent prendre part aux élections législatives en février, qu'ils remportent donc sans suspense. En Syrie, seuls les partis politiques ayant trait au socialisme sont autorisés, et doivent reconnaître le rôle dominant accordé par la constitution au parti Baas ; ce dernier s'octroie une très large majorité aux élections législatives en mai. Le Paraguay (février), la Corée du Sud (février) et le Portugal (octobre) maintiennent un semblant de multipartisme, mais fonctionnent en réalité comme des États à parti unique, où le parti de la droite autoritaire exerce, par le biais des institutions et par la répression de toute opposition réelle, un monopole sur le pouvoir. Les Maldives, sans avoir de parti unique, ne laissent pas non plus de place à une opposition politique, puisqu'en vertu de la constitution le parlement choisit un unique candidat (sans étiquette) pour l'élection présidentielle en septembre.
Enfin, six États orchestrent en 1973 des référendums au résultat prédéterminé pour asseoir de nouvelles institutions politiques consolidant la dictature. C'est le cas aux Philippines (janvier et juillet), en Syrie (mars), au Zaïre (juin), en Grèce (juillet), en Guinée équatoriale (juillet), et en Birmanie (décembre).

## Par mois

### Janvier
| Date             | Pays        | Élections                      | Contexte | Résultats |
| ---------------- | ----------- | ------------------------------ | --- | --- |
| 10 au 15 janvier | Philippines | Référendum                     | Les citoyens sont appelés à approuver une nouvelle constitution. Le travail de l'assemblée constitutionnelle a été constraint par le dictateur Ferdinand Marcos, qui a fait arrêter onze de ses membres par mesure d'intimidation. La loi martiale est en vigueur lors du scrutin. Pour ce vote, l'âge du droit de vote est abaissé à 15 ans au lieu de dix-huit, et les illettrés peuvent également voter. | La constitution est approuvée officiellement par 95,3 % des votants. Pour autant, les Philippins sont appelés à la valider une seconde fois en juillet. |
| 28 janvier       | Sénégal     | Législatives et présidentielle | Le Sénégal à cette date est un État à parti unique. Le parti présente autant que candidats qu'il y a de sièges à pourvoir à l'Assemblée nationale, et un candidat unique à la présidence de la République. Les citoyens n'ont pas l'option de voter « non ». Le scrutin est une pure formalité. | Le parti Union progressiste (gauche) conserve mécaniquement tous les sièges, sa liste unique ayant recueilli 96,8 % des suffrages (les autres étant des votes blancs ou nuls). Léopold Sédar Senghor est réélu président avec 97,0 % de suffrages favorables. |

### Février
| Date             | Pays          | Élections                      | Contexte | Résultats |
| ---------------- | ------------- | ------------------------------ | --- | --- |
| 4 février        | Monaco        | Législatives                   | | L'Union nationale et démocratique (droite) conserve la quasi-totalité des sièges. André Saint-Mleux (sans étiquette) demeure ministre d'État (premier ministre). |
| 11 février       | Haïti         | Législatives                   | Le pays à cette date est une dictature à parti unique. Le parti, seul autorisé à prendre part au scrutin, présente en moyenne six candidats pour chaque siège à pourvoir, invitant les citoyens à les départager. | Le Parti de l'unité nationale remporte automatiquement tous les sièges. |
| 11 février       | Liechtenstein | Référendum                     | Les citoyens sont appelés à voter pour ou contre l'extension du droit de vote aux femmes. Seuls les hommes peuvent voter lors de cette consultation. | La mesure est rejetée par 55,9 % des votants. Les femmes n'obtiendront le droit de vote qu'en 1984. |
| 11 février       | Paraguay      | Législatives et présidentielle | Le pays à cette date est une dictature militaire marquée par un culte de la personnalité, de facto à parti unique malgré un semblant de multipartisme. Le parti est omniprésent. Les opposants politiques sont régulièrement arrêtés, torturés et assassinés. Il n'existe pas de pouvoir judiciaire indépendant.                                                                       | Le Parti colorado (droite autoritaire) conserve une large majorité des sièges dans les deux chambres. Le général Alfredo Stroessner (Parti colorado) est réélu président avec 84,7 % des voix, devant deux autres candidats.                                                                                          |
| 18 février       | Chypre        | Présidentielle                 | | Seul candidat, le président et archevêque Makarios III (sans étiquette mais associé au Parti démocrate : conservateur, centre-droit) est déclaré réélu sans scrutin. |
| 19 au 23 février | Ciskei        | Législatives                   | Le Ciskei est un bantoustan, un territoire noir autonome créé par le régime de l'apartheid en Afrique du Sud. Seuls 40 % des députés sont élus, les autres sièges revenant à des chefs autochtones. Il n'y a pas de partis politiques. | Tous les élus siègent sans étiquette. Lennox Sebe devient premier ministre. |
| 24 février       | Samoa         | Législatives                   | Il n'existe pas de partis politiques à cette date. Seuls les matai (chefs de familles autochtones) et les citoyens d'origine étrangère ont le droit de vote. | Alternance. Les députés, siégeant sans étiquette, choisissent Fiame Mata'afa Faumuina Mulinu'u II pour le poste de premier ministre. Il succède à Tupua Tamasese Lealofi IV. |
| 25 février       | Gabon         | Législatives et présidentielle | Le Gabon à cette date est un État à parti unique. Le parti présente autant de candidats qu'il y a de sièges à pourvoir à l'Assemblée nationale, et un candidat unique à la présidence de la République. Les citoyens déposent un bulletin couvrant à la fois l'élection présidentielle et les législatives, et n'ont pas l'option de voter « non ». Le scrutin est une pure formalité. | Le Parti démocratique (conservateur) conserve mécaniquement tous les sièges, sa liste unique ayant recueilli 99,6 % des suffrages (les autres étant des votes blancs ou nuls). Omar Bongo est ainsi réélu président.                                                                                                  |
| 27 février       | Corée du Sud  | Législatives                   | Seuls deux tiers des membres de l'Assemblée nationale sont élus par les citoyens, un tiers étant nommés par le président de la République. | Le Parti républicain démocrate (autoritaire, conservateur ; droite à extrême-droite), parti du président Park Chung-hee, obtient exactement la moitié des sièges pourvus par élection. Avec l'ajout des membres nommés, il dispose des deux-tiers des sièges à l'Assemblée. Kim Jong-pil demeure premier ministre.    |
| 28 février       | Irlande       | Législatives                   | | Alternance. La coalition électorale du Fine Gael (centre-droit) et du Parti travailliste (centre-gauche) remporte la majorité absolue des sièges, devançant le Fianna Fáil (centre-droit) au pouvoir depuis seize ans. Liam Cosgrave (Fine Gael) devient premier ministre. Une élection présidentielle a lieu en mai. |

### Mars
| Date               | Pays                 | Élections                      | Contexte | Résultats |
| ------------------ | -------------------- | ------------------------------ | --- | --- |
| 4 mars             | Chili                | Législatives                   | | L'alliance « Confédération de la démocratie », qui rassemble quatre partis allant du centre-gauche à la droite, conserve la majorité absolue des sièges dans les deux chambres. |
| 7 mars             | Bangladesh           | Législatives                   | Premières élections après l'indépendance du pays en 1971. | La Ligue Awami (socialiste, laïque) remporte presque tous les sièges. Sheikh Mujibur Rahman, « père fondateur » de la nation, demeure premier ministre. En 1974, face à des manifestations de la gauche radicale, il décrète l'état d'urgence et fait instaurer un régime présidentiel à parti unique. Il est assassiné en 1975 lors d'un coup d'État militaire. |
| 8 mars             | Irlande du Nord      | Référendum                     | Les citoyens sont appelés à se prononcer sur l'avenir de l'Irlande du Nord, en choisissant entre son maintien dans le Royaume-Uni ou son rattachement à la république d'Irlande. Le scrutin se déroule durant « les Troubles », une période de violences terroristes. Deux jours avant le vote, un soldat britannique est abattu par des nationalistes à Belfast ; le jour du scrutin, le groupe terroriste « IRA provisoire » fait exploser deux bombes à Londres, faisant un mort et deux-cents blessés. | Les nationalistes ayant largement boycotté le scrutin, l'option du maintien dans le Royaume-Uni recueille 98,9 % des suffrages, avec un taux de participation de 58,7 %. |
| 11 mars            | Argentine            | Législatives et présidentielle | Le lieutenant-général Alejandro Agustín Lanusse, chef de la junte, autorise ces élections pour un retour à la démocratie, après six ans de dictature militaire. Juan Perón n'est toutefois pas autorisé à se porter candidat. | Le Parti justicialiste (péroniste, hétéroclite mais globalement de centre-gauche) remporte une majorité absolue des sièges. Le candidat justicialiste à l'élection présidentielle, Héctor Cámpora, obtient 49,6 % des voix. Aucun candidat n'ayant recueilli la majorité absolue des suffrages, le vainqueur aurait dû être désigné par le Congrès, mais le président sortant Alejandro accepte de déclarer directement la victoire de Héctor Cámpora. Le 20 juin, des snipers aux ordres des figures de l'aile extrême-droite du péronisme tirent sur une large foule de jeunes militants de la gauche péroniste, faisant au moins treize morts ; c'est le massacre d'Ezeiza. À la demande de Juan Perón, Héctor Cámpora démissionne, précipitant de nouvelles élections en septembre. |
| 4 et 11 mars       | France               | Législatives                   | | L'Union des républicains de progrès (alliance de partis de droite et de centre-droit) recule nettement mais conserve la majorité absolue des sièges. L'Union des démocrates pour la République (droite gaulliste) n'a toutefois plus la majorité absolue à elle seule, et doit d'appuyer sur les autres composantes de l'URP. Pierre Messmer (UDR) demeure premier ministre. |
| 12 mars            | Syrie                | Référendum                     | Les citoyens sont appelés à approuver une nouvelle constitution, faisant de la Syrie un État laïc et socialiste. | La constitution est approuvée officiellement par 97,8 % des votants. |
| 19 au 27 mars 1973 | Angola               | Constituantes (en)             | | |
| mars               | Mozambique           | Constituantes (en)             | | |
| mars               | Cap-Vert             | Constituantes (en)             | | |
| mars(juillet?)     | Sao Tomé-et-Principe | Constituantes                  | Élection d'une Assemblée constituante pour les îles de São Tomé et Principe, colonies portugaises. Elles prendront leur indépendance le 12 juillet 1975, formant la république démocratique de Sao Tomé-et-Principe. | |

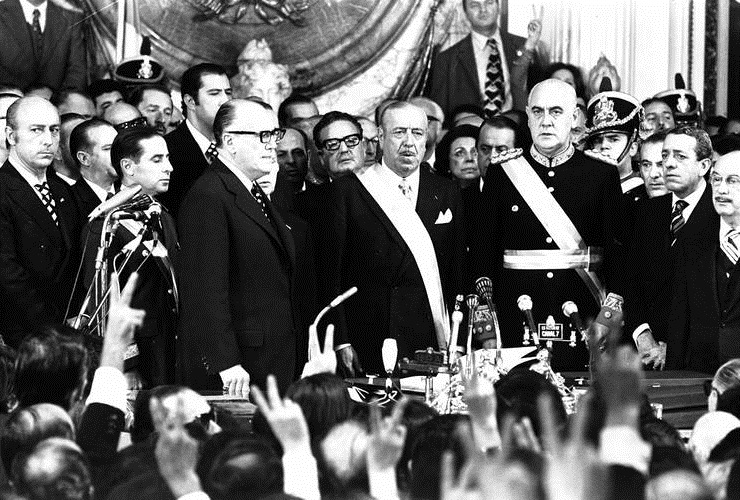
Héctor Cámpora prêtant serment comme président de la République d'Argentine.

### Avril
| Date  | Pays              | Élections    | Contexte                                                      | Résultats |
| ----- | ----------------- | ------------ | ------------------------------------------------------------- | --- |
| avril | Royaume du Sikkim | Législatives | Le Sikkim à cette date est un protectorat autonome de l'Inde. | Parlement sans majorité. Le Parti national (monarchiste, pro-indépendance) conserve la majorité relative des sièges. |

### Mai
| Date         | Pays         | Élections      | Contexte | Résultats |
| ------------ | ------------ | -------------- | --- | --- |
| 15 mai       | Sierra Leone | Législatives   | L'opposition boycotte le scrutin, invoquant la crainte de violences et de fraudes. | Le parti Congrès de tout le peuple (gauche), qui disposait jusque-là d'une majorité relative, remporte cette fois presque tous les sièges. Sorie Ibrahim Koroma demeure premier ministre. |
| 18 mai       | Cameroun     | Législatives   | Le Cameroun à cette date est un État à parti unique. Le parti présente autant de candidats qu'il y a de sièges à pourvoir. Le scrutin n'est dès lors qu'une formalité. | Les candidats de l'Union nationale camerounaise recueillent 98,3 % des suffrages, les autres étant des bulletins blancs ou nuls. Le parti conserve mécaniquement tous les sièges. |
| 25 et 26 mai | Syrie        | Législatives   | Premières élections depuis la prise du pouvoir par le parti Baas en 1963. La Syrie à cette date est un régime de facto à parti unique, bien que quelques autres partis idéologiquement compatibles soient tolérés. Le Front national progressiste regroupe l'ensemble des partis autorisés, qui doivent accepter la direction de l'État par le parti Baas. | Le parti Baas (baasisme, panarabisme, socialisme arabe) remporte une large majorité de sièges, la plupart des autres revenant à des élus sans étiquette (dont un petit nombre d'opposants au régime). Le Parti communiste et trois autres partis socialistes autorisés obtiennent quelques sièges. Mahmoud al-Ayyubi demeure premier ministre. |
| 30 mai       | Irlande      | Présidentielle | Le rôle du président de la République est essentiellement cérémoniel ; c'est le premier ministre qui exerce le pouvoir exécutif. Âgé de 90 ans, le président Éamon de Valera (du parti Fianna Fáil) ne peut pas constitutionnellement se présenter pour un troisième mandat.                                                                               | Erskine Childers (Fianna Fáil : centre-droit) est élu avec 52,0 % des voix face au candidat du Fine Gael (centre-droit) Tom O'Higgins. Et ce bien que le Fine Gael ait remporté les élections législatives en février. |
| mai          | Salomon      | Législatives   | Ces élections marquent l'accès à l'autonomie pour cette colonie britannique. | Parlement sans majorité. Le Parti progressiste populaire forme un gouvernement de coalition avec des élus sans étiquette. Solomon Mamaloni (PPP) devient premier ministre, le premier de l'histoire du pays. |

### Juin
| Date    | Pays                          | Élections    | Contexte | Résultats |
| ------- | ----------------------------- | ------------ | --- | --- |
| 24 juin | République populaire du Congo | Législatives | La RPC est un État à parti unique. En l'absence de toute opposition possible, le scrutin est une formalité. | Le Parti du travail (marxiste-léniniste) remporte automatiquement tous les sièges. Il n'a toutefois recueilli que 68,2 % des suffrages : 31,8 % des votants ont déposé un bulletin blanc ou nul. Henri Lopès devient premier ministre.                                                                       |
| 24 juin | Mongolie                      | Législatives | La Mongolie à cette date est un État à parti unique. Tous les candidats sont ou bien membres du parti, ou bien proposés par des organisations de masse liés au parti. | Le Parti révolutionnaire populaire (marxiste-léniniste) conserve la très grande majorité des sièges, les autres revenant à des élus sans étiquette. Les autorités affirment que le taux de participation est de 100 %. Yumjagiyn Tsedenbal, à la tête du gouvernement depuis 1952, demeure premier ministre. |
| 24 juin | Zaïre                         | Référendum   | Les citoyens sont appelés à approuver une nouvelle constitution faisant du parti Mouvement populaire de la révolution (nationaliste, mobutiste, anticommuniste et anticapitaliste ; extrême-droite) l'organe central de l'État. La nouvelle constitution abolit par ailleurs les élections à bulletin secret, et introduit un mode d'élection par acclamation publique. | La constitution est approuvée par 77,7 % des votants. Le parlement du pays devient le conseil législatif du parti, tandis que le gouvernement devient l'exécutif du parti. |

Réunion dans le bureau ovale entre Richard Nixon et le président du Zaïre Mobutu Sese Seko en octobre, quatre mois après le référendum qui a consolidé les institutions de la dictature zaïroise.

### Juillet
| Date                 | Pays               | Élections                  | Contexte | Résultats |
| -------------------- | ------------------ | -------------------------- | --- | --- |
| 1er juillet          | Mexique            | Législatives               | | Le Parti révolutionnaire institutionnel (corporatiste, centriste) conserve une large majorité des sièges. |
| 23 juin au 7 juillet | Éthiopie           | Législatives               | Le droit de se porter candidat est conditionné au niveau de revenus. Aucun parti politique n'est autorisé. | Tous les députés sont élus sans étiquette. 60 % sont de nouveaux députés, beaucoup de députés sortants étant battus ou ne s'étant pas représentés. Bon nombre des nouveaux députés sont hostiles aux projets de réformes agraires portés par l'empereur Haïlé Sélassié Ier. Aklilu Habte-Wold demeure initialement premier ministre, puis est remplacé par Endelkachew Makonnen en février 1974 à la suite de manifestations et de grèves contre le gouvernement, dans le contexte d'une crise économique. C'est le début de la révolution éthiopienne, qui s'achève en septembre 1974 avec la destitution de l'empereur et la mise en place d'une dictature militaire communiste, le « Derg ». |
| 17 juillet           | Guyana             | Législatives               | Ce scrutin est marqué par des fraudes électorales en faveur du gouvernement. | Le parti Congrès national populaire (socialiste, principalement soutenu par la communauté noire) conserve une large majorité des sièges. Forbes Burnham demeure premier ministre. |
| 27 et 28 juillet     | Philippines        | Référendum                 | Les citoyens sont appelés à approuver une seconde fois la nouvelle constitution approuvée par référendum en janvier. Ils doivent également approuver la continuation de la loi martiale ; ces votes ne sont pas dissociés. Dans de nombreuses municipalités, le vote se fait à main levée, sans bulletin secret. | La constitution et le maintien de la loi martiale sont approuvés officiellement par 90,8 % des votants. |
| 29 juillet           | Grèce              | Référendum constitutionnel | Les citoyens sont appelés à voter pour ou contre l'abolition de la monarchie et l'instauration d'une république. Le pays à cette date est sous la « dictature des colonels » depuis 1967. Le roi Constantin II a été contraint à l'exil en Italie, mais n'a pas été formellement destitué ; le colonel et premier ministre Geórgios Papadópoulos exerce les fonctions du monarque en tant que régent. Les partisans du maintien de la monarchie ne sont pas autorisés à faire campagne librement. | L'instauration d'une république est approuvée officiellement par 99,0 % des votants |
| 29 juillet           | Guinée équatoriale | Référendum                 | Les citoyens sont appelés à voter pour ou contre une nouvelle constitution, qui entérine le rôle du Parti national unifié des travailleurs en tant que seul parti autorisé. Le pays à cette date est une dictature particulièrement brutale, où des tueries de masse sont utilisées pour faire régner la terreur. | La constitution est approuvée officiellement par 78,6 % des votants. Des manifestations étudiantes contre la junte éclatent en novembre, suivies par un coup d'État interne à la junte, puis par l'effondrement du régime et le retour à la démocratie. |

### Août
| Date          | Pays  | Élections    | Contexte | Résultats |
| ------------- | ----- | ------------ | --- | --- |
| 15 et 16 août | Venda | Législatives | Le Venda est un bantoustan, un territoire noir autonome créé par le régime de l'apartheid en Afrique du Sud. Moins d'un tiers des sièges sont pourvus par élection, les autres revenant à des chefs nommés. | Le Parti populaire pour l'indépendance obtient la majorité absolue des sièges élus. Patrick Mphephu devient premier ministre. |

### Septembre
| Date              | Pays      | Élections      | Contexte | Résultats |
| ----------------- | --------- | -------------- | --- | --- |
| 9 et 10 septembre | Norvège   | Législatives   | | Parlement sans majorité. Alternance. Le Parti travailliste (centre-gauche) conserve la majorité relative des sièges. Trygve Bratteli devient premier ministre à la tête d'un gouvernement minoritaire travailliste, succédant au gouvernement de coalition centriste de Lars Korvald. |
| 16 septembre      | Suède     | Législatives   | | Parlement sans majorité.Le Parti social-démocrate (centre-gauche) conserve la majorité relative des sièges. Avec l'appui du Parti de gauche (communiste), il a exactement la moitié des sièges, tandis que les partis centristes, libéraux et conservateurs ont aussi, ensemble, la moitié des sièges exactement. En l'absence d'une majorité contraire, le social-démocrate Olof Palme demeure premier ministre. |
| 23 septembre      | Argentine | Présidentielle | | Juan Perón (Parti justicialiste : péroniste, hétéroclite mais globalement de centre-gauche) est élu avec 60,1 % des voix. Souffrant de pneumonie, il meurt toutefois d'une crise cardiaque en juillet 1974. Son épouse et vice-président Isabel Perón lui succède, avant d'être renversée par un coup d'État militaire en 1976.                                                                                   |
| 25 septembre      | Maldives  | Présidentielle | En application d'un amendement constitutionnel adopté par le Parlement l'année précédente, le Parlement choisit un unique candidat pour l'élection présidentiel, et le soumet à l'approbation des citoyens. Le pays à cette date est gouverné par un régime progressiste mais autoritaire. | Le président Ibrahim Nasir (sans étiquette) est réélu avec 98,1 % de suffrages favorables. |

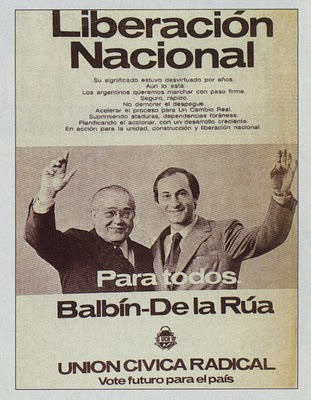
Affiche de campagne de Ricardo Balbín, candidat malheureux (23,7 %) à l'élection présidentielle argentine du 23 septembre, pour le parti Union civique radicale (centre-gauche).

### Octobre
| Date       | Pays          | Élections    | Contexte | Résultats |
| ---------- | ------------- | ------------ | --- | --- |
| 14 octobre | Liechtenstein | Référendums  | Les citoyens sont appelés à se prononcer sur deux propositions : l'instauration d'un système de vote préférentiel pour les élections législatives, et l'abaissement du seuil électoral à 8 % (au lieu de 18 %) pour la représentation des partis politiques au Landtag (Parlement).                             | Les deux mesures sont approuvées, respectivement par 55,8 et 68,3 % des votants. |
| 14 octobre | Turquie       | Législatives | | Parlement sans majorité. Alternance. Le Parti républicain du peuple (social-démocrate, laïc, kémaliste) devance le Parti de la justice (conservateur) et obtient la majorité relative des sièges. Bülent Ecevit (PRP) devient premier ministre, formant un gouvernement de coalition instable avec les conservateurs islamistes du Parti du salut national. C'est ce gouvernement qui ordonne l'invasion turque de Chypre après le coup d'État des nationalistes grecs à Chypre. La coalition se disloque après onze mois, menant à une impasse : aucun parti ne parvient à former un gouvernement de coalition majoritaire. Le sénateur indépendant Sadi Irmak est nommé premier ministre à la tête d'un gouvernement par intérim pendant quatre mois, puis Süleyman Demirel (Parti de la justice) devient premier ministre en formant un gouvernement de coalition de quatre partis (incluant les islamistes du PSN, le centre-gauche du Parti de la relance républicaine, et l'extrême-droite néo-fasciste et ultra nationaliste du Parti d'action nationaliste). |
| 24 octobre | Transkei      | Législatives | Le Transkei est un bantoustan, un territoire noir autonome créé par le régime de l'apartheid en Afrique du Sud. Seuls quarante-trois sièges sur cent-sept sont pourvus par élection, les autres revenant à des chefs nommés.                                                                                    | Le Parti pour l'indépendance nationale, favorable à une bonne entente avec le gouvernement sud-africain, conserve la majorité absolue des sièges élus. Kaiser Matanzima demeure premier ministre. |
| 28 octobre | Portugal      | Législatives | C'est la période du régime autoritaire de l’Estado Novo. Les candidats d'opposition sont autorisés, mais il ne leur est pas permis de faire campagne librement. La principale alliance d'opposition (regroupant socialistes, communistes et chrétiens-démocrates) renonce finalement à présenter des candidats. | Le parti Union nationale (extrême-droite, fascisme clérical) conserve la totalité des sièges. Marcelo Caetano demeure premier ministre. La révolution des Œillets éclate six mois plus tard, mettant fin à la dictature. |

### Novembre
| Date        | Pays                                       | Élections    | Contexte                                                                   | Résultats |
| ----------- | ------------------------------------------ | ------------ | -------------------------------------------------------------------------- | --- |
| 18 novembre | Territoire français des Afars et des Issas | Législatives | Il n'y a pas de partis politiques, bien qu'il existe différentes factions. | Les candidats de la majorité gouvernementale remportent largement la majorité. Ali Aref Bourhan demeure président du conseil gouvernemental.  |
| 19 novembre | Suriname                                   | Législatives | Le Surinam à cette date est un pays constitutif du Royaume des Pays-Bas.   | L'alliance du Parti national et de ses alliés conserve la majorité absolue des sièges. Henck Arron (Parti national) devient premier ministre. |

### Décembre
| Date        | Pays      | Élections                      | Contexte | Résultats |
| ----------- | --------- | ------------------------------ | --- | --- |
| 4 décembre  | Danemark  | Législatives                   | | Parlement sans majorité. Alternance. Les Sociaux-démocrates au pouvoir perdent un tiers de leurs sièges. Six partis qui n'avaient pas de sièges sous la législature sortante en obtiennent. Poul Hartling (parti Venstre : centre-droit libéral) forme un gouvernement minoritaire composé uniquement des députés de son parti (vingt-deux sur 179), mais soutenu par cinq autres partis allant de la droite au centre-gauche. De nouvelles élections ont lieu en 1975. |
| 5 décembre  | Zambie    | Législatives et présidentielle | La Zambie à cette date est un État à parti unique. Pour les législatives, le parti présente trois candidats par siège à pourvoir, et invite les citoyens à les départager. Pour l'élection présidentielle, les électeurs doivent voter pour ou contre le candidat unique.                                                                | Le Parti national unifié pour l'indépendance (socialisme africain) remporte tous les sièges à l'Assemblée nationale, malgré 9,7 % de bulletins blancs ou nuls. Mainza Chona est nommé premier ministre. Kenneth Kaunda est réélu président de la République, avec 88,8 % de suffrages favorables (ou 84,4 %, si l'on prend en compte les bulletins blancs et nuls). À l'inverse d'autres régimes à parti unique, la Zambie ne prétend pas à un taux de participation quasi unanime ; la grande majorité des citoyens s'abstiennent (39,4 % de participation à la présidentielle, et 33,4 % aux législatives). |
| 8 décembre  | Australie | Référendum                     | Les citoyens sont invités à s'exprimer sur deux propositions de réformes constitutionnelles : l'une permettrait au gouvernement fédéral de réguler les prix, l'autre lui permettant de légiférer sur les salaires. | Les propositions sont rejetées respectivement par 56,2 et 65,6 % des votants. |
| 9 décembre  | Venezuela | Législatives et présidentielle | | Alternance à la présidentielle. Le parti Action démocratique (gauche), qui disposait d'une majorité relative des sièges dans les deux chambres, y remporte cette fois la majorité absolue. Son candidat Carlos Andrés Pérez remporte l'élection présidentielle avec 48,7 % des voix, face à onze autres candidats dont Lorenzo Fernández, candidat du parti Copei (centre-droit) au pouvoir (36,7 %). |
| 12 décembre | Bahreïn   | Législatives                   | Seuls les hommes ont le droit de vote. Les deux tiers des députés sont élus, le tiers restant étant nommé par l'émir. | Parlement sans majorité, partagé entre des élus sans étiquette, des élus du bloc religieux conservateur et rural chiite, et quelques élus du « bloc populaire » de gauche. Le cheikh Khalifa ben Salmane Al Khalifa, frère de l'émir, demeure premier ministre. En 1975, l'Assemblée refuse d'adopter une loi permettant au gouvernement d'emprisonner toute personne sans procès ; l'émir Issa ben Salmane Al Khalifa suspend alors l'Assemblée, et gouverne par ordonnance dans le cadre d'un état d'urgence maintenu jusqu'en 2002.                                                                        |
| 15 décembre | Birmanie  | Référendum                     | Les citoyens sont appelés à voter pour ou contre une nouvelle constitution, qui entérine le rôle du Parti du programme socialiste en tant que parti unique au cœur des institutions de l'État, dans le cadre de la « voie birmane vers le socialisme ». Le pays à cette date est une dictature militaire, depuis le coup d'État de 1962. | La constitution est approuvée officiellement par 94,5 % des votants |
| 15 décembre | Nauru     | Législatives                   | Il n'existe pas de partis politiques. Tous les candidats se présentent sans étiquette. | Les partisans du président Hammer DeRoburt conservent leur majorité, et reconduisent ce dernier à la tête de l'État. |
| 31 décembre | Israël    | Législatives                   | Les élections ont été reportées de deux mois en raison de la guerre du Kippour. | Parlement sans majorité. La coalition « Alignement » (centre-gauche) conserve la majorité relative des sièges. Golda Meir demeure initialement première ministre, formant un gouvernement de coalition qui inclut les libéraux et la droite sioniste. Elle démissionne toutefois en avril 1974 ; Yitzhak Rabin (Alignement) lui succède. |

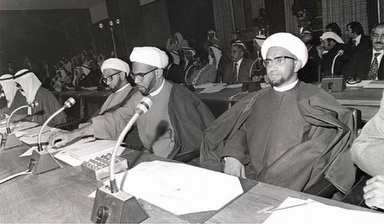
Députés religieux au Parlement de Bahreïn à la suite des élections de décembre 1973.